# Limomormia wadi
Limomormia wadi är en tvåvingeart som beskrevs av Jezek och Harten 2009. Limomormia wadi ingår i släktet Limomormia och familjen fjärilsmyggor. Inga underarter finns listade i Catalogue of Life.